# Kepler-7b
Kepler-7b es uno de los primeros 5 exoplanetas descubiertos por la Misión Kepler, y es el segundo planeta más difuso encontrado. Es un hallazgo interesante su masa es la mitad de  Júpiter, Mp = 0.433MJ,mientras que su radio es el cincuenta por ciento más grande, Rp = 1.478RJ. Los cálculos revelan que la densidad media de este planeta es por lo tanto de sólo alrededor de 166 kg/m³, en alrededor de entre el del poliestireno extruido y el corcho, y menos de una séptima parte de la densidad de Júpiter. También a partir del 15 de marzo de 2010, fue el más frío, más grande, y tiene el día más largo de los planetas Kepler hasta ahora encontrados.

## Estrella Madre
Kepler-7 es la estrella más grande descubierta por Kepler en tener un planeta alrededor, con un radio del 184% comparado con el Sol. Aunque, es solamente levemente más caliente, aproximadamente 6000 K. No es la estrella más masiva descubierta por Kepler, pues tiene solamente el 135% de la masa Solar. Está cerca del final de su vida en la secuencia principal.

## Características

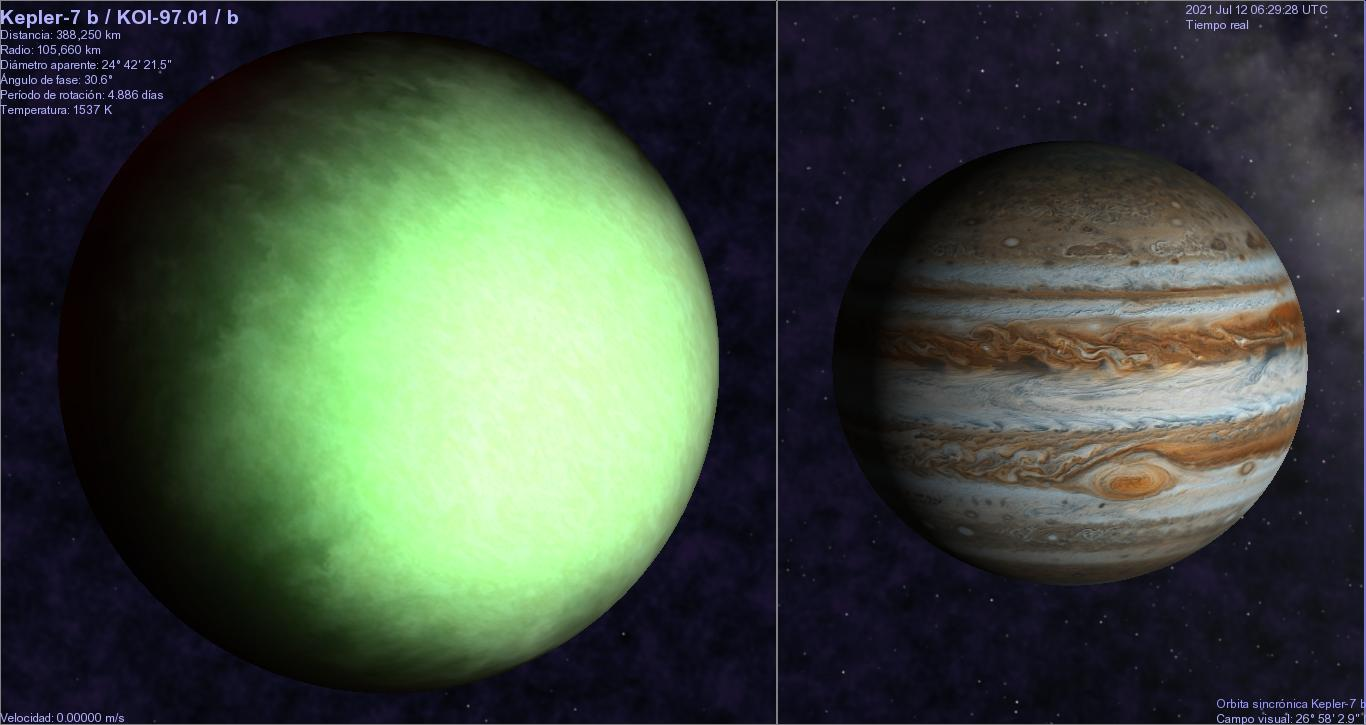
Imagen comparativa entre el tamaño de Kepler-7b y Jupiter

Kepler-7b es un Júpiter caliente, un exoplaneta gigante gaseoso del tamaño de Júpiter, orbitando cerca de su estrella. Su temperatura, debido a la proximidad a su estrella, es más caliente que la lava fundida, como todos los planetas descubiertos hasta ahora por Kepler. Su densidad es de sólo 0,17 g / cm ³, aproximadamente la misma que el poliestireno. Sólo WASP-17b (0,49 MJ; 1,66RJ) parece tener una menor densidad. Estas bajas densidades no son predichas por las teorías estándar de formación de planetaria. "Es algo que los teóricos de voluntad, estoy seguro, estaremos encantados de estudiar", dijo el jefe del equipo de investigación de Kepler, el Dr. William Borucki.

## Descubrimiento
Kepler-7b fue descubierta en la primera oleada de planetas encontrados por la Misión Kepler, en las primeras 6 semanas de observación. Kepler es un telescopio espacial, puesta en marcha en marzo de 2009, con sus cámaras centradas en la constelación de Lyra y sus alrededores, diseñado para encontrar exoplanetas. Descubre a través de planetas del  tránsito, o midiendo la disminución del brillo de una estrella cuando un planeta pasa frente a ella. Los descubrimientos iniciales fueron anunciados por primera vez el 4 de enero de 2010, en la reunión de invierno de la American Astronomical Society en Washington D. C.

## Véase también

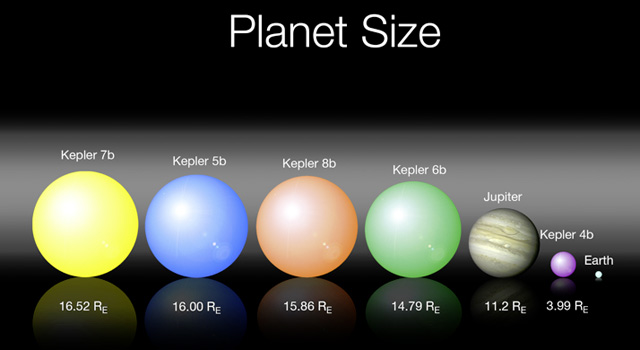
El tamaño de los primeros cinco planetas descubiertos por Kepler.